# Phraya Phahonphonphayuhasena
Phraya Phahonphonphayuhasena, född 1887, död 1947, var en thailändsk politiker. Han var Thailands premiärminister mellan 1933 och 1938. Han tillhörde ledarna av revolutionen i Siam 1932.